# Samay Huasi

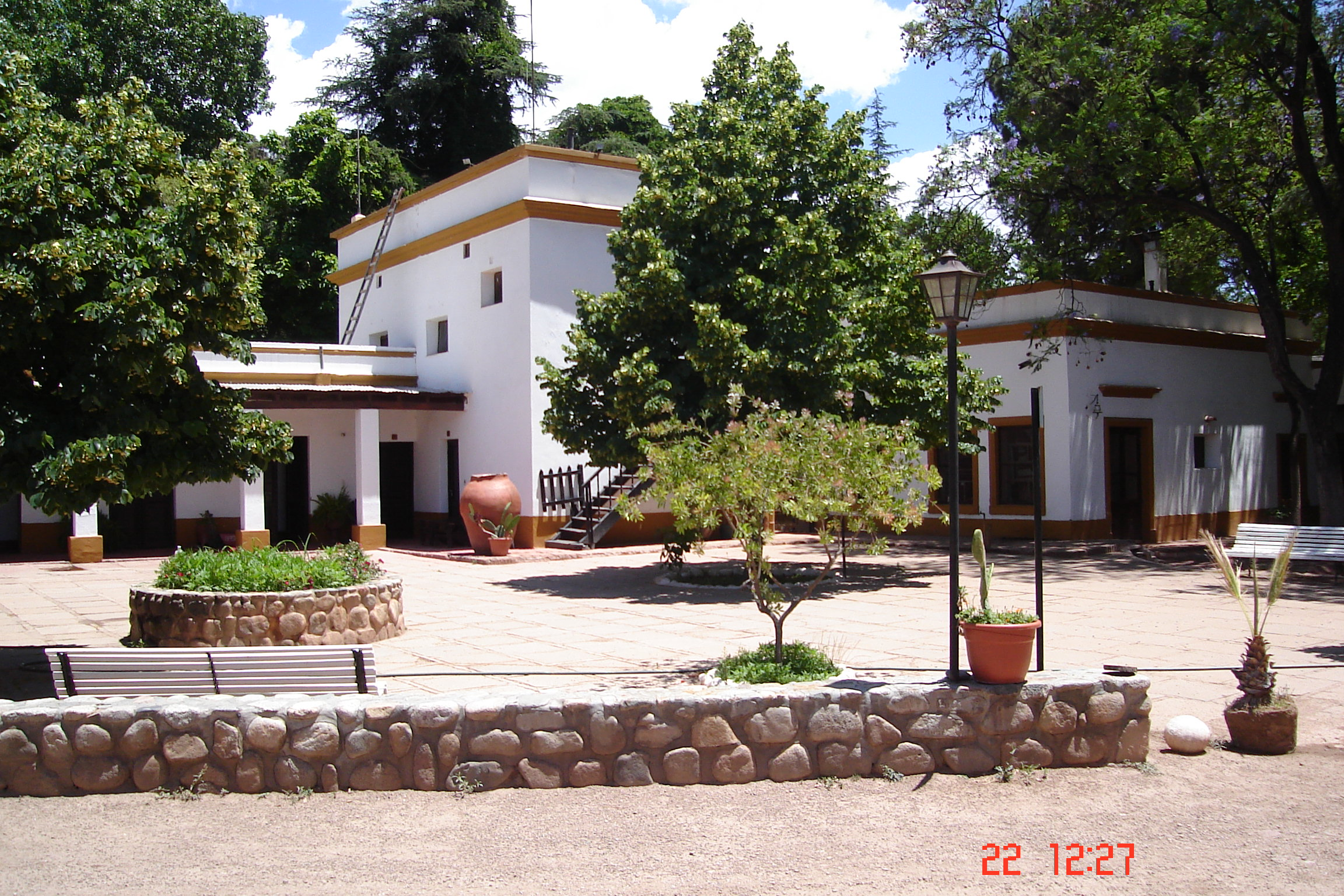
Vista de la finca.

Samay Huasi es una finca perteneciente a la Universidad Nacional de La Plata ubicada en la localidad de Chilecito, en la provincia argentina de La Rioja. Fue así denominada por Joaquín Víctor González, fundador de la Universidad y presidente de la misma entre 1905 y 1918. Es una expresión quechua que significa casa de descanso.
Su nombre original, a principios del siglo XX, era La Carrera, cuando perteneció a un minero inglés llamado William Treolar. En 1913 la finca fue adquirida por Joaquín Víctor González y en 1941 fue transferida a la universidad que la destinó a Casa de Descanso para Artistas y Escritores. En la actualidad Samay Huasi funciona como museo y como casa de descanso para el personal de la universidad.
El área de museo incluye la pinacoteca Antonio Alice, con obras de artistas argentinos, la sala Mis montañas (en referencia al libro del mismo nombre escrito por Joaquín V. González), con materiales de interés arqueológico y geológico, además de referencias a la fauna de la región, y una sala iconográfica con elementos personales de Joaquín Víctor González.
La casa original se ha adaptado para recibir turistas y contingentes estudiantiles. Parte del predio se destina a la producción de vid, frutales y olivos.

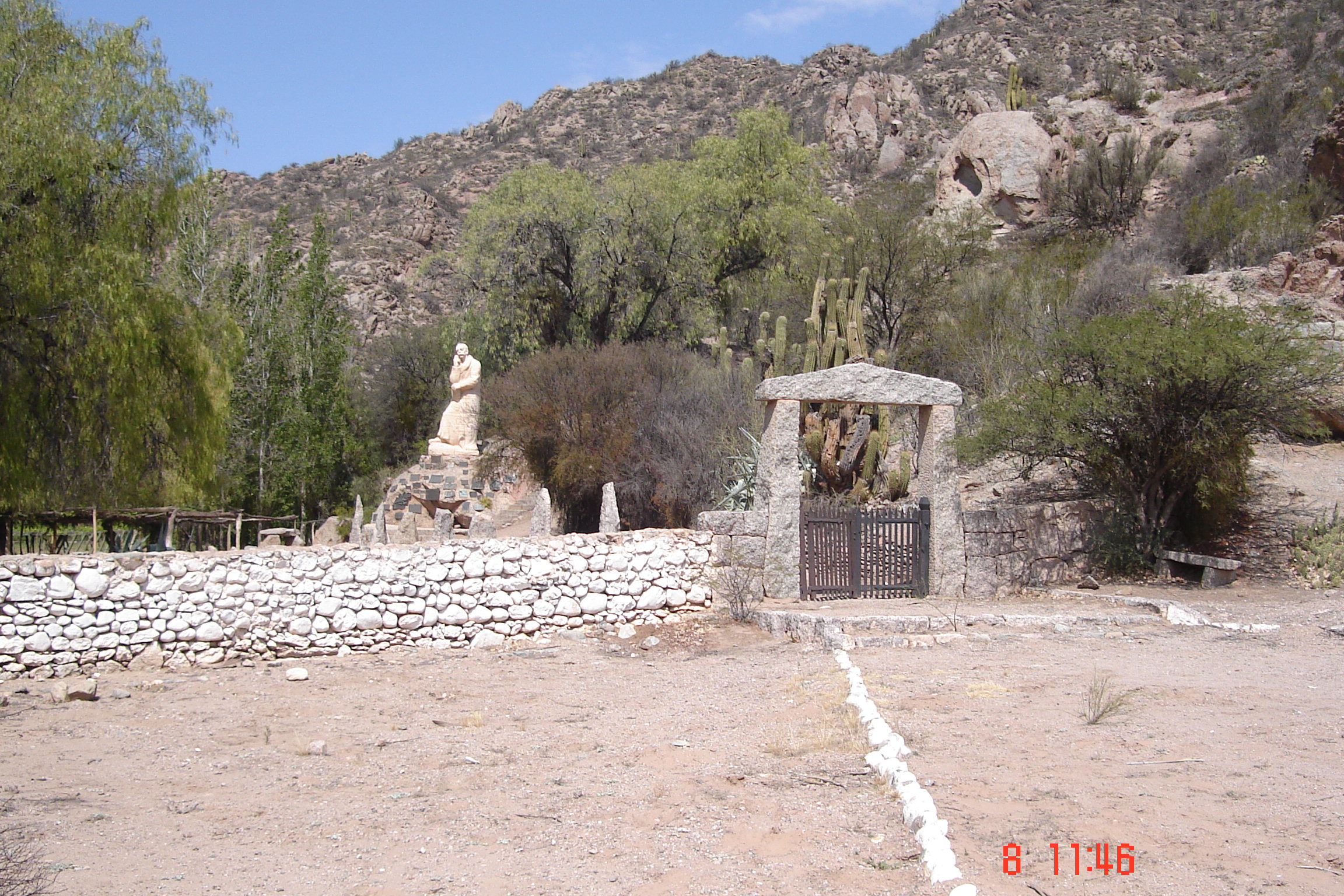
Puerta de Micenas
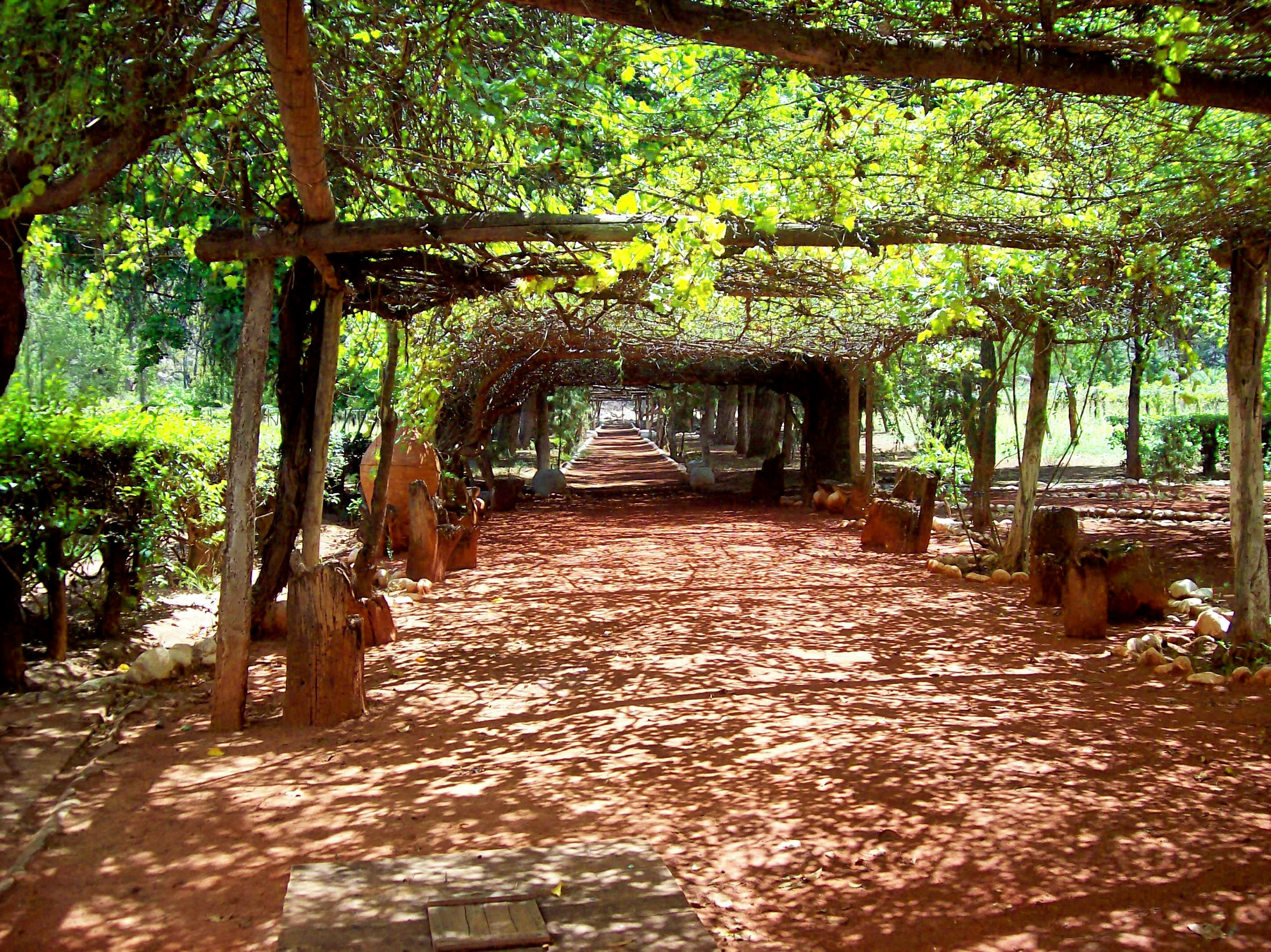
Parral en su jardín delantero